# Рання іржа
«Рання іржа» (латис. «Agrā rūsa») — радянський художній фільм 1979 року, знятий на Ризькій кіностудії.

## Сюжет
Латвія, початок 1930-х років. Бідна сільська дівчина Елза приїжджає в пошуках роботи до Риги, але знайти собі заняття їй так і не вдається. Несподівано вона отримує пропозицію від багатого підприємця, старіючого фабриканта Кікуліса. З'явилася надія на нове, благополучне життя, але шлюб перетворюється на важкий обов'язок — бути поруч з чужою людиною. Незабаром Елза закохується в незнайомця, який виявився сином Кікуліса — Італо. Втім, замість бажаного щастя вона потрапляє на лаву підсудних, обвинувачена у вбивстві свого чоловіка.

## У ролях
- Ріманте Крілавічюте — Елза (озвучила Людмила Старицина)
- Ольгерт Дункерс — Кікуліс (озвучив Ігор Єфімов)
- Івар Калниньш — Італо, син Кікуліса (озвучив Юрій Демич)
- Гунарс Цилінскіс — прокурор Страуюпс (озвучив Кирило Лавров)
- Айгарс Вілімс — Яніс
- Еріка Ферда — пані Цимбара
- Діна Купле — мати Елзи
- Едгарс Лієпіньш — епізод
- Волдемарс Шоріньш — епізод
- Аріс Розенталь — епізод

## Знімальна група
- Автор сценарію: Лія Брідака
- Режисер: Гунарс Цилінскіс
- Оператор: Гвідо Скулте
- Художник: Андріс Меркманіс
- Редактор: Егонс Лівс